# Fanie Fayar
Fanie Fayar, née le 7 septembre 1982 au sud de Brazzaville, en république du Congo, est une chanteuse, danseuse, compositrice et interprète congolaise. 
Elle remporte la médaille d'or en catégorie chanson lors de la 8e édition des Jeux de la Francophonie de 2017 à Abidjan, en Côte d'Ivoire. Elle est élevée au rang de chevalier de l'ordre du mérite national par le président de la république du Congo Denis Sassou-Nguesso en novembre 2017.

## Biographie

### Carrière musicale
Fanie Fayar commence sa carrière musicale à l'âge de 14 ans (en 1996) au sein du groupe La Colombe, une chorale de l'Église catholique où elle rencontra Sylvain Scafio (son formateur) qui lui apprend les techniques de chant. Elle intègre ensuite plusieurs groupes, notamment Nkota et Yela Wa où elle apprendra à jouer aux instruments traditionnels comme le tam-tam, le balafon, la sanza et le ndara.
En 2001, avant qu'elle intègre le groupe Widikila, Fanie Fayar participe, avec le groupe Yelawa, à la 5e édition du MASA à Abidjan en Côte d'Ivoire.

## Prix et distinction
- 2017 :  médaillée en or en catégorie chanson aux Jeux de la Francophonie à Abidjan, discipline de Contes et Conteurs[3].
- Novembre 2017 : élevée au rang de chevalier de l'ordre du mérite congolais par le président Denis Sassou-Nguesso[4].

## Discographie
- 2019 : Boyamba ngaï (1er album)

_______________________________________________
- 1 Boyamba ngaï
- 2 Nzapa Singuila
- 3 Bakana Sega
- 4 Kani Muntu
- 5 Koléla té
- 6 Madima
- 7 Mbe ni bo
- 8 U labula

_______________________________________________
- 2021 : Faux jugement, produit par Kingdom France Records